# Cuba (Band)
Air Cuba, bildete sich aus dem früheren Chapterhouse-Drummer Ashley Bates und Christopher Andrews.
Das Big-Beat-lastige Rock-Duo wurde in der europäischen Clubszene unter dem Namen Cuba bekannt.

## Hintergrund
Den Urnamen Cuba bekam die Band zu Ehren der Mutter von Christopher Andrews, die auf Kuba geboren wurde. Vor Veröffentlichung ihres ersten Albums in den USA wurde der Name in Air Cuba umbenannt.
In den 1990er Jahren heiratete Andrews die Slowdive-Sängerin Rachel Goswell (Scheidung im Jahre 2000), die auch bei einigen Aufnahmen mittätig war.

## Diskografie
- Cross The Line (1998)
- Leap Of Faith (1999)